# Minoru Kobata
Minoru Kobata, född 24 november 1946 i Saitama prefektur, Japan, är en japansk tidigare fotbollsspelare.